# Астриловское сельское поселение
Астриловское сельское поселение — упразднённое с 12 апреля 2010 года муниципальное образование в Старорусском муниципальном районе Новгородской области.
Административным центром была деревня Астрилово.
Границы и статус муниципального образования — сельское поселение установлены областным законом № 559-ОЗ от 11 ноября 2005 года. В границах территории Астриловского сельского поселения был расположен 21 населённый пункт:
| деревня       | ОКАТО          | расстояние от Астрилова |
| ------------- | -------------- | ----------------------- |
| Астрилово     | 49 239 802 001 | -                       |
| Байково       | 49 239 802 002 | 5 км                    |
| Большие Горки | 49 239 802 003 | 5 км                    |
| Дорохново     | 49 239 802 006 | 6 км                    |
| Дубки         | 49 239 802 004 | 7 км                    |
| Дорожкино     | 49 239 802 005 | 1 км                    |
| Кривец        | 49 239 802 007 | 3 км                    |
| Корчёвка      | 49 239 802 008 | 6 км                    |
| Новинки       | 49 239 802 010 | 7 км                    |
| Новая         | 49 239 802 009 | 7 км                    |
| Парышево      | 49 239 802 011 | 4 км                    |
| Пашниково     | 49 239 802 012 | 10 км                   |
| Пустошка      | 49 239 802 014 | 4 км                    |
| Петрухново    | 49 239 802 013 | 8 км                    |
| Сидоровец     | 49 239 802 016 | 5 км                    |
| Селькава      | 49 239 802 015 | 7 км                    |
| Сысоново      | 49 239 802 017 | 9 км                    |
| Турово        | 49 239 802 019 | 3 км                    |
| Тургора       | 49 239 802 018 | 3 км                    |
| Фларёво       | 49 239 802 020 | 1 км                    |
| Харино        | 49 239 802 021 | 2 км                    |

С весны 2010 года объединено наряду с упразднёнными Большеборским, Великосельским, Сусоловским и Тулебельским сельскими поселениями во вновь образованное Великосельское сельское поселение с административным центром в деревне Великое Село.

## Население
| Год  | Численность постоянного населения | мужчин | женщин | детей до 7 лет | детей от 7 до 18 лет |
| ---- | --------------------------------- | ------ | ------ | -------------- | -------------------- |
| 2003 | 462                               | 191    | 271    | 4              | 54                   |
| 2004 | 469                               | 208    | 261    | 6              | 47                   |
| 2005 | 461                               | 189    | 272    | 4              | 38                   |